# Stenoria reitteri
Stenoria reitteri là một loài bọ cánh cứng trong họ Meloidae. Loài này được Prochazka miêu tả khoa học năm 1892.